# Nhất quỷ nhì ma, thứ ba Takagi - Movie
Nhất quỷ nhì ma, thứ ba Takagi - Movie (Nhật: 劇場版 からかい上手の高木さん) là một tác phẩm anime điện ảnh đề tài chính kịch học đường ra mắt năm 2022, do xưởng phim Shin-Ei Animation sản xuất, Yamada Naoko đạo diễn với Fukuda Hiroko, Itami Aki và Katō Kan'ichi chắp bút phần kịch bản. Người phụ trách khâu thiết kế nhân vật là Takano Aya trong khi phần âm nhạc được đảm nhiệm bởi nhà soạn nhạc Tsutsumi Hiroaki. Nội dung chính của phim lấy bối cảnh xung quanh thị trấn Tonoshō, quận Shōzu, tỉnh Kagawa theo chân hai người bạn học cùng lớp, Takagi và Nishikata.
Phim được công chiếu lần đầu tại Nhật Bản vào ngày 10 tháng 6 năm 2022 và trên toàn cầu (ngoại trừ châu Á) vào cùng năm.

## Nội dung
Trong buổi học, Nishikata lo lắng về trời mưa vì để ô ở nhà. Takagi trêu chọc anh bằng việc vẽ phần "ô" của aiaigasa, nhưng thực tế đó là xương cá. Sau giờ học, cả hai chơi guriko. Takagi thắng trò chơi sau khi trêu chọc Nishikata bằng việc hôn anh như một hình phạt nếu anh ấy ra kéo. Ngày hôm sau, Nishikata và Nakai thấy Kimura đang chụp ảnh Takao nhằm ghi lại cuộc sống học đường hàng ngày của họ trước khi tốt nghiệp. Thầy Tanabe nhắc nhở Kimura và Takao hãy nghiêm túc chụp ảnh vì chúng sẽ là kỷ vật để họ ngắm nhìn lại về sau. Trong buổi học bơi, Nishikata thách Takagi xem ai có thể ở dưới nước lâu nhất. Cô chiến thắng thử thách sau khi thốt ra điều gì đó mà anh đã hiểu lầm. Sau đó, Takagi biết được từ Mano tin đồn về một điều ước được ban cho nếu nhìn thấy đom đóm. Sau buổi học bơi, Hamaguchi thỉnh cầu Nishikata thay anh hỗ trợ mushi okuri của hòn đảo để anh có thể bên cạnh Hojo trước khi cô đến Canada học hè. Nishikata mời Takagi đến mushi okuri, tuy nhiên họ không thể tìm thấy đom đóm.
Khi bắt đầu kỳ nghỉ hè, Mina và Yukari nhận thông tin Sanae đang nhắm đến việc vào trường cao trung ở một thành phố. Mina quyết định liệt kê 100 điều mà bộ ba họ có thể làm trong kỳ nghỉ. Trong khi đó, Takagi và Nishikita tìm thấy một chú mèo con bị bỏ rơi tại một ngôi đền. Họ mang nó đến một cửa hàng thú cưng do Ota làm chủ cùng với chú vẹt cưng Katsuo của cô để mua thức ăn cho mèo. Sau đó, Nishikata thách thức Takagi về cái tên mà chú mèo con sẽ chấp nhận, họ quyết định chọn cái tên "Hana" sau khi thấy nó vui vẻ chơi với những bông hoa. Trong suốt kỳ nghỉ của họ, Takagi và Nishikata đến thăm và chăm sóc Hana tại ngôi đền. Một thời gian sau, Takagi tiết lộ cho Nishikata về quyết định nhận nuôi chú mèo con của gia đình cô. Họ mua một chiếc vòng cổ được thiết kế bằng hoa như một món quà nhưng khi quay trở lại ngôi đền, họ thấy một gia đình mang theo chú mèo con đi. Nishikata an ủi Takagi và hứa sẽ làm cô hạnh phúc mãi mãi. Trong một lễ hội, Mina và Yukari cảm thấy nhẹ nhõm khi biết rằng Sanae dự định sẽ tiếp tục học cao trung trên đảo cùng họ. Trong khi xem pháo hoa, Takagi hứa sẽ làm Nishikata hạnh phúc mãi mãi. Trong một cảnh hậu danh đề, Takagi và Nishikata trưởng thành cùng với con gái Chi của họ và tham gia mushi okuri, ở đó, họ nhìn thấy đom đóm bay quanh hồ.

## Nhân vật
- Takahashi Rie vai Takagi[3]
- Kaji Yūki vai Nishikata[3]
- Konomi Kohara vai Mina[4]
- Ichimichi Mao vai Yukari[4]
- Yui Ogura vai Sanae[4]
- Fukushi Ochiai vai Kimura[4]
- Nobuhiko Okamoto vai Takao[4]
- Koki Uchiyama vai Hamaguchi[4]
- Yūki Aoi vai Hōjō[4]
- Yuma Uchida vai Nakai[4]
- Kotori Koiwai vai Mano[4]
- Hinata Tadokoro vai Mr. Tanabe[4]
- Inori Minase vai Hana[5]
- Tomatsu Haruka vai Ōta[5]

## Sản xuất
Vào tháng 8 năm 2021, trang web chính thức của Shogakukan đã giới thiệu phiên bản điện ảnh của series manga Karakai jōzu no Takagi-san của tác giả Yamamoto Sōichirō khi đăng thông tin chi tiết về việc phát hành sắp tới của tập mười sáu, điều này được người hâm mộ phát hiện trên Twitter. Bộ phim được chính thức xác nhận vào tháng 9 năm 2021. Đạo diễn của series anime Karakai jōzu no Takagi-san, Hiroaki Akagi, sẽ trở lại đạo diễn bộ phim tại Shin-Ei Animation với sự giám sát của Yamamoto, vào tháng 3 năm 2022, cùng với dàn nhân sự chính của mùa thứ ba của series anime bao gồm Fukuda Hiroko, Itami Aki và Katō Kan'ichi trong vai trò là người viết kịch bản và Aya Takano trong vai trò thiết kế nhân vật. Ngoài ra Takahashi Rie và Kaji Yūki đã được xác nhận lần lượt đảm nhận vai Takagi và Nishikata trong phim. Vào tháng 4 năm 2022, Inori Minase Inori và Tomatsu Haruka được tiết lộ sẽ tham gia dàn diễn viên quay trở lại của series anime trong phim. Các nhân sự khác của bộ phim được bổ sung phim bao gồm Kasahara Yuki trong vai trò giám đốc nghệ thuật, Masato Makino trong vai trò cinematographer, Yumiko Nakaba là biên tập và Takahiro Enomito là đạo diễn âm thanh.

## Âm nhạc
Vào tháng 3 năm 2022, Tsutsumi Hiroaki được tiết lộ sẽ sáng tác nhạc nền cho phim, trước đó anh cũng sáng tác cho ba mùa của loạt anime truyền hình. Yuiko  Ōhara thể hiện hai bài chính của bộ phim là "Hajimari no Natsu" (はじまりの夏) và "Hamabō no Hana" (ハマボウの花). Phim có đến bốn bài hát kết thúc khác nhau, thay đổi theo mỗi tuần chiếu phim:
- "Ashita e no Tobira" (明日への扉?), thể hiện bởi Takahashi Rie.

## Quảng bá
Ngày 18 tháng 3 năm 2022, hình ảnh quảng bá đầu tiên cho phim điện ảnh Karakai Jouzu no Takagi-san đã được đăng tải trên các kênh truyền thông chính thức; một đoạn teaser dài 30 giây cũng được đăng tải vài tiếng sau đó. Trailer đầu tiên dài 30 giây được đăng tải vào ngày 26 tháng 3 cùng năm, trong đó sử dụng phần nhạc nền do Tsutsumi Hiroaki và Ohara Yuiko thực hiện.
Đối với mảng tiếp thị truyền thống, một sự kiện giao lưu trực tiếp kỷ niệm ngày phát hành bản anime truyền hình đã được tổ chức vào ngày 26 tháng 3 năm 2022. Dù nội dung sự kiện có liên quan trực tiếp tới bộ phim, tuy nhiên không có tình tiết nào trong phim được tiết lộ trước. Ngoài ra, một trò chơi di động Karakai Jōzu no Takagi-san: Kyun-Kyun Records cũng sẽ được phát hành vào mùa xuân năm 2022 cho các hệ điều hành Android và iOS.

## Phát hành
Gekijōban Karakai jōzu no Takagi-san sẽ được khởi chiếu tại Nhật Bản bởi Toho Animation vào ngày 10 tháng 6 năm 2022. Vào tháng 12 năm 2021, Sentai Filmworks đã thông báo sẽ phát hành bộ phim trên toàn cầu (ngoại trừ châu Á) và sẽ phát hành trực tuyến trên nền tảng Hidive vào một ngày sau khởi chiếu.